# Darrel Akerfelds
Pour les articles homonymes, voir Darrel.
Darrel Wayne Akerfelds (né le 12 juin 1962 à Denver, Colorado, mort le 24 juin 2012 à Phoenix, Arizona) est un lanceur et instructeur américain de baseball. Il a joué dans la Ligue majeure de baseball de 1986 à 1991.

## Carrière de joueur
Darrel Akerfelds, un lanceur droitier, est drafté au 9e tour de sélection par les Braves d'Atlanta en 1980 alors qu'il évolue au Columbine High School de Littleton, au Colorado. Mais, préférant le football américain, il ne signe pas de contrat avec l'équipe et s'engage à l'Université de l'Arkansas, où il pratique ce sport en plus du baseball. Avec l'équipe de football des Razorbacks de l'Arkansas, il est un des joueurs qui participent au Gator Bowl de 1981 contre l'équipe des Tar Heels de North Carolina. Akerfelds devient un choix de première ronde des Mariners de Seattle en 1983 et choisit ultimement une carrière de joueur de baseball. Il commence sa carrière professionnelle avec un club-école des Mariners dans les ligues mineures en 1983. Il passe peu de temps dans cette organisation puisque le 21 novembre 1983, les Mariners échangent Akerfelds et le lanceur droitier Bill Caudill aux Athletics d'Oakland en retour du lanceur droitier Dave Beard et du receveur Bob Kearney.
Akerfelds fait ses débuts dans la Ligue majeure de baseball avec les Athletics d'Oakland le 1er août 1986. Il ne joue que deux parties avec ce club. Le 15 juillet 1987, Akerfelds est dans les mineures avec un club-école des Athletics lorsque ceux-ci le transfèrent, avec le receveur Brian Dorsett, aux Indians de Cleveland en retour du joueur de deuxième but Tony Bernazard. Akefelds est utilisé dans 16 parties des Indians en 1987, dont 13 fois comme lanceur partant. Il ne remporte que deux victoires contre six défaites et affiche une moyenne de points mérités de 6,75 en 74 manches et deux tiers lancées. Il passe l'entière saison 1988 avec les Sky Sox de Colorado Springs, alors le club-école des Indians.
À la fin 1988, Akerfelds passe des Indians aux Rangers du Texas via le repêchage de règle 5 et il dispute six parties pour son nouveau club en 1989. Son contrat est racheté par les Phillies de Philadelphie et il y passe les deux dernières saisons de sa carrière. En 1990, il lance 93 manches, son plus haut total dans les majeures, et affiche une bonne moyenne de points mérités de 3,77 avec cinq victoires et deux défaites. Il est exclusivement utilisé comme lanceur de relève et apparaît dans 71 parties, le second plus haut total parmi les lanceurs de l'équipe après les 72 parties jouées par Roger McDowell. En 1991, Akerfelds lance dans 30 parties des Phillies.
Darrel Akerfelds a joué 125 matchs dans le baseball majeur, 112 de celles-ci comme releveur. Il affiche une moyenne de points mérités de 5,08 en 233 manches et deux tiers lancées, avec 9 victoires, 10 défaites, 3 sauvetages, un match complet comme lanceur partant et 129 retraits sur des prises.

## Carrière d'entraîneur
Darrel Akerfelds commence sa carrière d'instructeur dans les Ligues mineures avec les LumberKings de Clinton, un club-école de niveau A des Padres de San Diego dans la Ligue Midwest. En 1998 et 1999, il est instructeur chez les Quakes de Rancho Cucamonga de la California League, un club de niveau A-Advanced. En 2000, il rejoint le club-école Triple-A des Padres, alors à Las Vegas dans la Ligue de la côte du Pacifique.
Le club-école Triple-A des Padres de San Diego est déménagé à Portland en 2001 et Akerfelds y commence la saison comme instructeur des lanceurs, avant de migrer vers l'enclos de relève. 
En 2002, Aklerfelds est nommé instructeur dans l'enclos de relève chez les Padres de San Diego et y demeure jusqu'en 2012. Il meurt d'un cancer du pancréas à Phoenix, Arizona, à l'âge de 50 ans le 24 juin 2012. Il est à ce moment l'instructeur étant avec les Padres depuis le plus longtemps. Sous sa direction, les releveurs des Padres ont présenté la meilleure moyenne de points mérités des équipes de la Ligue nationale en 2007 et 2010 et ont pris le second rang en 2005 et 2006.